# Colpodium araraticum
Colpodium araraticum är en gräsart som först beskrevs av Vladimir Ippolitovich Lipsky, och fick sitt nu gällande namn av Jurij Nikolajevitj Voronov och Aleksandr Alfonsovitj Grossgejm. Colpodium araraticum ingår i släktet Colpodium, och familjen gräs. Inga underarter finns listade i Catalogue of Life.